# Дина (собака)
Дина — участник Великой Отечественной войны, первая собака-диверсант в Красной армии. В Центральной школе военного собаководства Дина прошла курс обучения истребителя танков. В батальоне собак-миноискателей Дина приобрела вторую специальность — минёра, а затем освоила третью профессию — диверсанта.

Овчарка Дина, принимая участие в «рельсовой войне» в Белоруссии, осенью 1943 года успешно выполнила боевую задачу: выскочила на рельсы перед приближающимся немецким воинским эшелоном, сбросила вьюк с зарядом, зубами выдернула чеку капсюля-воспламенителя, скатилась с насыпи и умчалась в лес. Дина была уже рядом с минёрами, когда прогремел взрыв, взорвавший эшелон. В краткой сводке говорилось: 
19 августа 1943 года на перегоне Полоцк – Дрисса подорван эшелон с живой силой противника. Уничтожены 10 вагонов, выведен из строя большой участок железной дороги, от взорвавшихся цистерн с горючим на всем участке распространился пожар. С нашей стороны потерь нет
Так успешно закончилась уникальная и пока единственная в боевой практике операция с применением собаки-диверсанта. За её подготовку лейтенант Дина Волкац была награждена орденом Красной Звезды.
В конце войны Дина ещё дважды отличалась при разминировании города Полоцка, где в одном из случаев нашла в кроватном матрасе в немецком госпитале мину-сюрприз.